# 亦资街道
亦资街道，是中华人民共和国贵州省六盤水市盘州市下辖的一个街道办事处。
2013年7月2日，贵州省人民政府批复同意从红果镇析置亦资街道，辖石家庄村、西铺村、大海村、上街村、亦资社区、白岩社区、东河社区、红果社区，街道办事处驻亦资社区。

## 行政区划
亦资街道下辖以下地区：
亦资社区、红果社区、东河社区、白岩社区、石家庄村、大海村、西铺村和上街村。